# Cour de Rohan
Cour de Rohan [kúr deroan] je ulice v Paříži. Nachází se v 6. obvodu.

## Poloha
Cour de Rohan spojuje Rue du Jardinet a Cour du Commerce-Saint-André.

## Historie
Název ulice (Rohanské nádvoří) je odvozen od staršího názvu města Rouen, neboť v sousedství se nacházel palác, který byl pařížským sídlem rouenských biskupů. Nádvoří vzniklo v 16. století pod názvem Impasse de la cour de Rouen. Jindřich II. zde nechal postavit několik domů pro svou milenku Dianu z Poitiers.

## Významné stavby a pamětihodnosti
- Dům č. 3: postavený z příkazu Jindřicha II. je chráněn jako historická památka.
- Domy č. 3–7: viditelné pozůstatky hradeb Filipa II. Augusta.
- Malíř Balthus zde měl svůj ateliér od roku 1936.
- Dochovaný kovový výstupek zvaný pas-de-mule sloužící k výstupu na koně.